# Capreolus pygargus
El corzo siberiano o asiático (Capreolus pygargus) es una especie de mamífero artiodáctilo de la familia Cervidae distribuido por el nordeste de Asia. Además de Siberia, habita en Kazajistán, las montañas Tian Shan, el este del Tíbet, la península de Corea y el nordeste de China. Por el oeste llega hasta los montes Urales y el Cáucaso, donde coincide con el corzo europeo (Capreolus capreolus), aunque la especie siberiana habita en la vertiente norte y la especie europea en la vertiente sur. Además, fue introducido en Inglaterra en 1939, aunque es dudoso que todavía queden ejemplares en la naturaleza.
El corzo siberiano fue considerado una subespecie del corzo europeo, pero desde octubre de 2007 ha sido clasificado como una especie diferente. Tiene una cornamenta más grande (unos 38 cm de media) con más ramificaciones (ocho de media e incluso más) que el corzo europeo. Su tamaño es mayor, con unos 90 cm en la cruz y puede alcanzar hasta unos 59 kg de peso. Es capaz de dar saltos horizontales de hasta quince metros. Generalmente vive una media de entre ocho y doce años, con un máximo de catorce a dieciocho años en cautividad.
En 1979 G. Stubbe y Z. Bruholf realizaron una serie de cruces entre corzos europeos y siberianos. Sólo un 20 % de los híbridos sobrevivieron sin ayuda y los machos supervivientes resultaron estériles mientras que las hembras híbridas mantuvieron la fertilidad.

## Subespecies
Se reconocen las siguientes subespecies:
- Capreolus pygargus pygargus
- Capreolus pygargus bedfordi
- Capreolus pygargus mantschuricus
- Capreolus pygargus ochraceus